# Джонстон, Эдди
Эдвард Джозеф Джонстон (англ. Edward Joseph Johnston; род. 24 ноября 1935, Монреаль) — бывший канадский хоккеист и тренер, играл на позиции вратаря. Двукратный обладатель Кубка Стэнли в составе «Бостон Брюинз» (1970, 1972).

## Карьера

### Игровая карьера
Отыграв на молодёжном уровне за ряд команд, в 1962 году присоединился к клубу НХЛ «Бостон Брюинз», за который отыграл 11 сезонов, при этом первые три сезона в качестве основного вратаря, добившись уникального достижения, отыграв в сезоне 1963/64 70 матчей регулярного чемпионата подряд. В последующие восемь сезонов он играл меньше, но став уверенным дублёром Джерри Чиверса в составе «Брюинз» выиграл два Кубка Стэнли в 1970 и 1972 годах.
В мае 1973 года был обменян в «Торонто Мейпл Лифс», где отыграл целый сезон, сыграв только 26 матчей.
По окончании сезона 1973/74 перешёл в «Сент-Луис Блюз», где он отыграл три с половиной сезона, став в команде уверенно вторым вратарём.
Его последним клубом в карьере стал «Чикаго Блэкхокс», где сыграв 4 матча, он завершил карьеру в возрасте 42 лет.
Был заявлен как третий вратарь на Суперсерию-1972 против сборной СССР за сборную Канады, но не сыграл там ни одной минуты.

### Тренерская карьера
Работал главным тренером «Нью-Брунсвик Хоукс» (1978—1979), «Чикаго Блэкхокс» (1979—1980) и «Питтсбург Пингвинз» (1980—1983; 1993—1997).
Помимо тренерской деятельности был генеральным менеджером «Питтсбург Пингвинз» (1983—1988) и «Хартфорд Уэйлерс» (1989—1992), а с 1997 по 2009 годы входил в управление «Питтсбург Пингвинз», выиграв с ними в 2009 году Кубок Стэнли.